# Bondy István
Bondy István (Budapest, Erzsébetváros, 1905. április 20. – ?, 1944) színész. 

## Élete
Bondy Miksa (1869–1930) prágai születésű magánhivatalnok és Klein Elza (1880–1952) fia. Középiskolai tanulmányait szülővárosában végezte, majd 1924 és 1927 között a Színiakadémia növendéke volt. 1927-ben a Nemzeti Színházban játszott, majd még ugyanebben az évben a Magyar Színház szerződtette. 1928-tól az Új Színház, 1929-ben a Belvárosi, 1929–30-ban a Fővárosi Művész, 1930-ban a Magyar és az Új Színházban lépett színpadra. 1930–31-ben a Fővárosi Operettszínház, 1933-tól 1939-ig pedig a Vígszínház művésze volt. 1938-ban kikeresztelkedett a református vallásra. A zsidótörvények miatt, 1940 és 1943 között csak az OMIKE Művészakció előadásain léphetett fel. Közreműködött több kísérleti bemutatón is. Epizód- és jellemszerepeket játszott. A holokauszt áldozata lett.

## Főbb szerepei

### Színházi szerepei
- Ungern gróf (Neumann: Oroszország)
- Voltore (Jonson: Volpone)
- Kardos Jákob (Kós Károly: Budai Nagy Antal)
- Reb Mendel (An-Ski: Dybuk)

### Filmszerepei
- Iza néni (1933)
- Budai cukrászda (1935) – konferanszié
- Évforduló (1936) – altiszt
- A 111-es (1937) – pincér
- Fekete gyémántok (1938)